# 당진 영탑사 칠층석탑
당진 영탑사 칠층석탑(唐津 靈塔寺 七層石塔)은 대한민국 충청남도 당진시 면천면 성하리, 영탑사 법당 뒤의 바위 위에 서 있는 고려시대의 칠층석탑이다. 1984년 5월 17일 충청남도의 문화재자료 제216호로 지정되었다.

## 개요
영탑사 법당 뒤의 바위 위에 서 있는 7층 석탑이다.
『당진군사』에는 조선 정조 22년(1798) 연암당 지윤스님이 유리광전을 보수하면서 그 뒤 바위에 5층탑을 세운 후 절 이름을 ‘영탑사’라 하였다는 기록이 보이는데, 원래는 7층탑이었던 것으로 전한다. 이후 훼손되어 5층만 남아있던 것을 1920년대에 이 절의 신도들에 의해 다시 7층의 모습을 되찾게 되었다 한다.
바위를 기단(基壇)삼아 7층의 탑신(塔身)을 올려놓은 이 탑은 바위와 탑이 만나는 부분이 조금 어긋나 있어 원래의 자리는 아닌 것으로 보인다. 탑신의 각 몸돌과 지붕돌은 각각 하나의 돌로 이루어져 있으며, 몸돌의 네 면에는 모서리마다 기둥을 본뜬 조각이 있다. 지붕돌은 1층부터 5층까지는 완만한 경사를 이루면서 처마의 선이 거의 직선을 이루고 있는 반면, 새로 만든 6층과 7층은 네 귀퉁이에서 심하게 들리고 밑면의 받침조각도 얇아서 서로 대조를 보이고 있다. 꼭대기에 있는 머리장식은 지극히 간략화된 모습이다.

## 참고 문헌
- 영탑사칠층석탑 - 국가유산청 국가유산포털